# SMS G 101
G 101 – niemiecki niszczyciel z okresu I wojny światowej. Pierwsza jednostka typu G 101. Pierwotnie budowany dla Armada de la República Argentina, miał nosić nazwę ARA "Santiago" i być uzbrojony w cztery działa 102 mm i wyrzutnie torped kalibru 533 mm. Okręt wyposażony w dwa kotły parowe opalane ropą. Zapas paliwa 500 ton. W 1918 roku internowany w Scapa Flow. Zatopiony przez załogę 21 czerwca 1919 roku. Złomowany w 1926 roku.
23 czerwca 1916 wraz z SMS G 102 zdobył brytyjski prom „Brussels” (którego kapitan Charles Fryatt został później skazany na śmierć za wcześniejszą próbę staranowania okrętu podwodnego SM U-33). 

## jednostki typu G 101
G 101 był pierwszym z serii niszczycieli, dając nazwę serii:
- G 101
- G 102
- G 103
- G 104